# 明潭發電廠南岸二機組
明潭發電廠南岸二機組位於臺灣南投縣竹山鎮，又稱為集集南岸二小水力發電廠，為台灣電力公司所投資興建的小水力發電廠，該水力發電廠引水自經濟部水利署中區水資源局所管轄的集集攔河堰，利用第12、13號跌水工所形成的落差進行發電，而該發電廠也是台灣電力公司首次採用燈泡式水輪發電機的發電廠。

## 沿革

### 背景
集集攔河堰為臺灣中部地區大型的水資源開發計畫，該計畫推動時稱為「集集共同引水計畫」，於濁水溪中游南投縣集集鎮與名間鄉交界處新建橫跨濁水溪的大型攔河堰，並分別設置北岸與南岸進水口，再由南北兩岸聯絡渠道將濁水溪溪水引入南北兩岸灌溉、民生，與工業用輸水系統，藉此減少彰雲沿海地區抽取地下水、延緩地層下陷之趨勢，以及供應雲林縣離島工業區之工業用水等。
在集集攔河堰規畫之初，1984年臺灣省政府水利局即委託中華工程顧問公司進行集集共同引水計畫的發電配合工程，初步選定北岸興建裝置容量19.6MW的名間發電廠，與南岸分別15.1MW與9MW的藤湖發電廠、竹山發電廠等計畫，而北岸名間發電廠預定場址下游，原經濟部水資會另有規劃新民發電廠，惟在此次評估中，因地貌改變，已無適當場址與落差，因此新民發電廠計畫已取消。
直到集集攔河堰與南北兩岸聯絡渠道即將竣工時，水利署再次提出利用南北岸聯絡渠道個別新建北岸水力發電廠與南岸兩座水力發電廠的計畫，而北岸發電廠最終由水利署以BOT方式新建名間水力發電廠，南岸聯絡渠道因應經過行經車籠埔斷層及土地取得之困難性評估下，計畫利用第7、8號跌水工興建第一發電廠與第12、13號跌水工興建第二發電廠。
南岸第一與第二水力發電廠裝置容量分別為4,666kW與5,463kW，並均採用燈泡式水輪發電機，惟最終因當時財務評估不佳，因此暫緩辦理南岸第一與第二水力發電廠開發計畫。

### 計畫
2016年起台灣電力公司配合中央政府能源轉型與再生能源發展政策，開始盤點臺灣各地適合開發小水力發電之廠址，初期主要以臺灣中部地區的既有水利灌溉、蓄水系統做小水力發電廠開發為主，並與經濟部水利署中區水資源局合作，重啟鯉魚潭水庫的景山小水力發電廠、湖山水庫小水力發電廠，以及集集攔河堰南岸聯絡渠道的小水力發電廠等。
由中區水資源局辦理發包，委託黎明工程顧問公司進行「集集攔河堰南岸聯絡渠道及湖山水庫小水力電廠開發可行性檢討與投資規劃」，並經台電公司評估，將景山小水力獨立為一案、湖山與集集南岸第二小水力合併為一案，其餘小水力發電廠址劃分至「全臺小水力發電計畫」第一期與第二期中逐年辦理。

### 施工
2019年11月台灣電力公司營建處綜合施工處負責辦理「湖山水庫及集集攔河堰南岸聯絡渠道南岸二小水力發電工程」並對外招標，於2019年12月27日宣布由彥韋營造工程股份有限公司與南寧工程公司共同得標該工程，總得標金額為新臺幣7億5千6百萬元。
2020年1月7日承包工程公司正式進駐湖山工區與集集南岸二工區施工，其中集集南岸二工區利用集集攔河堰南岸聯絡渠道12、13號跌水工約8.7公尺落差與每秒45立方公尺的水量進行發電，單部機組用水量每秒22.5立方公尺，最低水量僅每秒6.7立方公尺也能發電，因此該發電廠除了每年11月底至12月左右集集攔河堰年度歲修須完全停止供水外，幾乎可以全年全時段發電。
廠房設置於南岸聯絡渠道左岸，新設進水口銜接引水暗渠至前池，前池末端以兩座寬、高各4.3公尺的閘門控制兩部機組取水量，並設置兩部燈泡式水輪發電機，單部機組裝置容量1,750kW，總裝置容量為3,500kW，水輪機尾水出口銜接吸出管及尾水渠道，洩放回南岸聯絡渠道供給下游持續運用。
施工期間因預定廠址所在即為鄰近東埔蚋溪與濁水溪交會口，其地下水位甚高，因此基礎開挖期間經常滲水，若加上大雨時更需要調度多台抽水機抽水，並且也同時遭逢新型冠狀病毒疫情與國內原物料上漲之難題，造成該工程從原先預定2021年竣工商轉，延宕至2022年5月，最後再延宕至2023年6月竣工商轉。

## 設施

### 發電機組
| 名稱   | 發電機型號                | 水輪機型號                       | 機組數量 | 發電方式 | 有效落差（公尺） | 單一機組用水量（CMS） | 容量（MW） | 位置                               | 商轉日期          | 狀態   |
| ------ | ------------------------- | -------------------------------- | -------- | -------- | ---------------- | --------------------- | ---------- | ---------------------------------- | ----------------- | ------ |
| 一號機 | 捷克TES製交流式同步發電機 | 奥地利安德里茨公司製燈泡式水輪機 | 1        | 川流式   | 8.7              | 22.5CMS               | 1.75MW     | 南投縣竹山鎮集集攔河堰南岸聯絡渠道 | 2023年6月（預計） | 施工中 |
| 二號機 | 捷克TES製交流式同步發電機 | 奥地利安德里茨公司製燈泡式水輪機 | 1        | 川流式   | 8.7              | 22.5CMS               | 1.75MW     | 南投縣竹山鎮集集攔河堰南岸聯絡渠道 | 2023年6月（預計） | 施工中 |

### 輸電設施
南岸二機組兩部水輪發電機所生產之電力經電廠內開關場升壓至11.4kV後，與台電公司南投區營業處管轄之配電線路併聯，輸送至名間二次變電所調度使用，配電線路受限於成本問題，因此採用架空電杆配電線形式。